# Bahnhof Husum
Der Bahnhof Husum ist der Personenbahnhof der nordfriesischen Kreisstadt Husum.
Das heutige Empfangsgebäude wurde 1910 erbaut. Es löste einen älteren Vorgängerbau ab, welcher heute im westlichen Bahnhofskopf baulich noch erhalten ist, aber nicht mehr bahnbetrieblichen Zwecken dient.

## Bedeutung

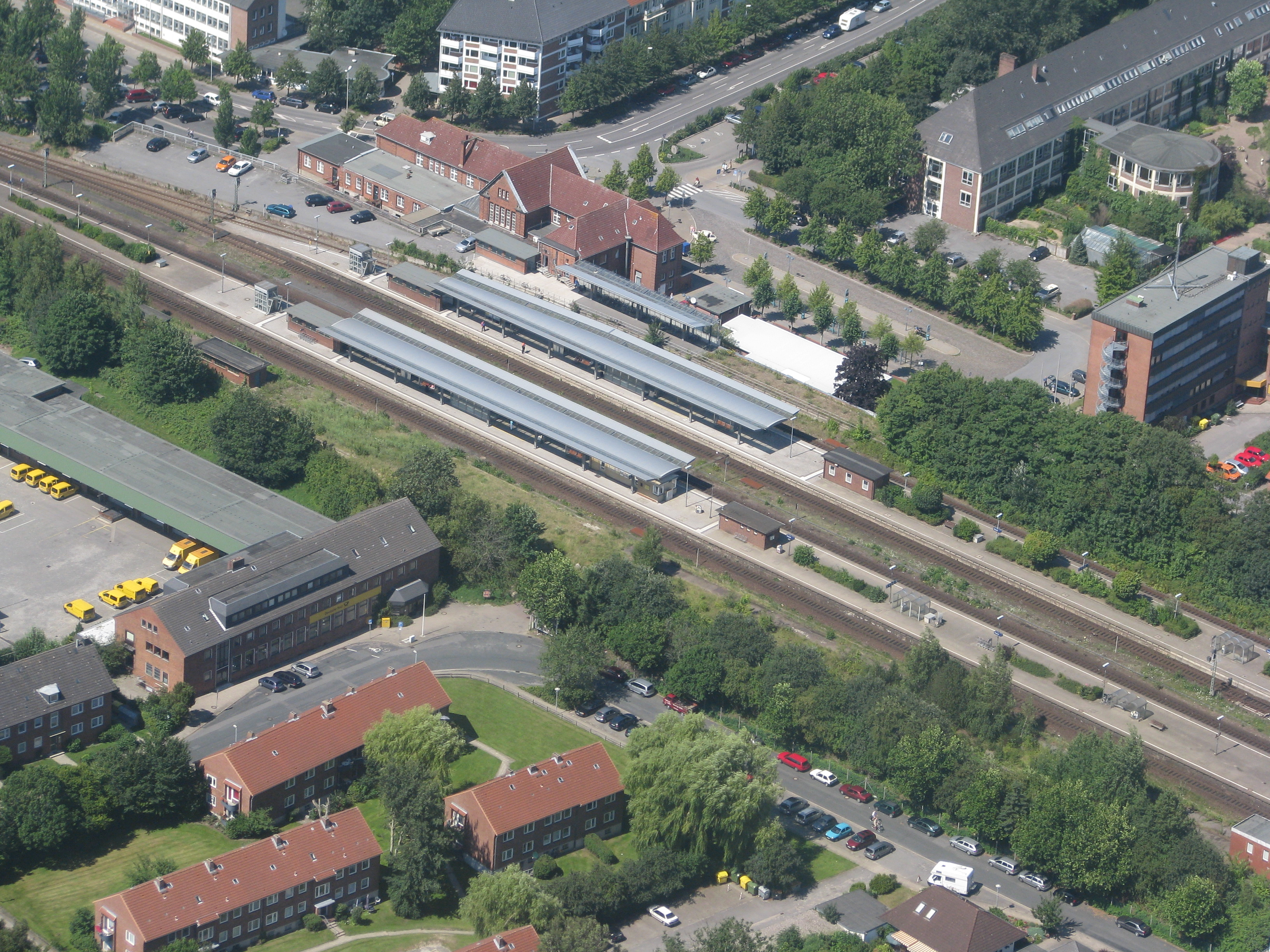
Luftaufnahme des Bahnhofsareals

Der Bahnhof ist Eisenbahnknotenpunkt: er verbindet die Strecke Westerland–Hamburg (Marschbahn) mit der Strecke nach Bad Sankt Peter-Ording auf der Halbinsel Eiderstedt und der Bahnstrecke Jübek–Husum, über die Züge auch weiter nach Kiel gelangen. Er ist der wichtigste Bahnhof der Stadt, nachdem der an der Marschbahn 1887 mit einem Güterzugbetriebswerk Marschbahnhof gebaute zweite Bahnhof Husum Nord den Viehmarkt und sein Bahnbetriebswerk verloren hatte. Nachdem die Reichsbahn bereits 1924 seine Stilllegung beantragt hatte, ihn aber auf Basis jährlicher Zahlungen durch die Stadt Husum für den Personenverkehr beibehielt, war er nach Bombenschäden von 1943 bereits stillgelegt. Seine Bedeutung hat sich auf eine Abstellanlage, Knotenfunktion für die Zustellung von Gütern zum Außenhafen und als Standort des zentralen Stellwerks reduziert.

## Geschichte
Der erste Husumer Bahnhof, der englische Bahnhof in der Poggenburgstraße, ging mit der Bahnstrecke Flensburg–Husum–Tönning mit einem Empfangsgebäude von Gottlieb Bindesbøll im heutigen Westkopf des Bahnhofs am 1. April 1854 in Betrieb. Er lag auf einem zum erst 1934 eingemeindeten Dorf Rödemis gehörigen Feld. 1861 war aus diesem Bahnhof eine Pferdebahn zum Husumer Hafen und zur Werft ergänzt worden, die bis 1972 im Dampfbetrieb erhalten blieb. Die Strecke nach Tönning verließ den Bahnhof nach Westen und führte im Bahnhof Büttel auf die heute nach Tönning führende Strecke, die seit 1905 auf der 1887 gebauten Marschbahn nach Süden geführt wird und in der Südermarsch einen Abzweig erhielt.
Ebenfalls 1867 wurde die Strecke nach Flensburg durch einen Abzweig nach Jübek und Entwidmung des bisherigen Streckenastes zur Bahnstrecke Jübek–Husum. 1903 bis 1910 wurde der Bahnhof zum Anschluss der neuen Strecke Bahnstrecke Rendsburg–Husum umgestaltet und das heute (2019) noch benutzte dritte Husumer Empfangsgebäude erhielt einen zweigeschossigen walmgedeckten, unter Denkmalschutz gestellten Backsteinbau im Stil der Heimatschutzarchitektur. Nach Stilllegung der Rendsburger Strecke wird der Verkehr nach Kiel nur noch über Jübek abgewickelt. Die Bahnstrecke Flensburg–Husum über Löwenstedt bestand nur von 1926 bis 1959 und ihre Trasse wurde in den 1970er Jahren teilweise zum Neubau der Bundesstraße 200 genutzt.

## Betrieb
Im Anschluss an eine Ausschreibung durch den Nahverkehrsverbund Schleswig-Holstein wurde zunächst für die Zeit ab Dezember 2011 die Verkehrsleistung auf den Strecken nach Kiel und Bad St. Peter-Ording (Bestandteil des sogenannten Los A im Netz Nord) vom Unternehmen DB Regio zurückgewonnen. Bis 2023 wurde diese Strecke mit LINT41 von der DB Regio bedient. Seit Ende 2023 werden diese Leistungen von der nordbahn mit sogenannten FLIRT Akku betrieben.
Für den Betrieb ab dem Fahrplanwechsel im Dezember 2016 (sogenanntes Netz West) erhielt auch auf der Marschbahn DB Regio die Verkehrsleistung bis Dezember 2034.
In Husum halten überdies auch einige Intercity-Züge des Unternehmens DB Fernverkehr. Es sind täglich in Hamburg durchgebundene Verbindungen der Intercity-Linien 26, 27 und 39 zur direkten Weiterfahrt bis Westerland.
Eine Übersicht der Verkehre ermöglicht die folgende Tabelle.
| Linie | Verlauf | Taktfrequenz                    | Zugnummern                | EVU               | Fahrzeuge                     |
| ----- | --- | ------------------------------- | ------------------------- | ----------------- | ----------------------------- |
| IC 26 | Westerland (Sylt) – Niebüll – Husum – Heide (Holst) – Itzehoe – Hamburg Dammtor – Hamburg – Hamburg-Harburg – Lüneburg – Uelzen – Celle – Hannover – Göttingen – Kassel-Wilhelmshöhe – Wabern (Bz Kassel) – Treysa – Marburg – Gießen – Friedberg (Hessen) – Frankfurt (Main) – Darmstadt – Bensheim – Weinheim (Bergstraße) – Heidelberg – Wiesloch-Walldorf – Bruchsal – Karlsruhe-Durlach – Karlsruhe | ein Zugpaar                     | IC 2374/2375              | DB Fernverkehr AG | 218 + IC-Wagen                |
| IC 27 | Westerland (Sylt) – Niebüll – Husum – Heide (Holst) – Itzehoe – Hamburg – Büchen – Ludwigslust – Wittenberge – Berlin-Spandau – Berlin – Berlin Südkreuz | ein Zugpaar                     | IC 2072/2073              | DB Fernverkehr AG | 218 + IC-Wagen                |
| IC 39 | Köln – Düsseldorf – Duisburg – Essen – Münster (Westf) – Hamburg – Hamburg Dammtor – Itzehoe – Heide (Holst) – Husum – Niebüll – Westerland (Sylt) | zwei Zugpaare                   | IC 2310/2311 IC 2214/2215 | DB Fernverkehr AG | 245/218 + IC-Wagen            |
| RE 6  | Westerland (Sylt) – Niebüll – Husum – Heide (Holst) – Itzehoe – Elmshorn – Hamburg-Altona | Stundentakt                     |                           | DB Regio AG SH    | 245 + 6–10 Married-Pair-Wagen |
| RE 60 | Westerland (Sylt) – Niebüll – Husum – Hamburg-Altona / Hamburg Hbf | einzelne Züge im Sommerhalbjahr |                           | DB Regio AG SH    | 245 + 6–10 Married-Pair-Wagen |
| RE 74 | Husum – Jübek – Schleswig – Owschlag – Rendsburg – Kiel Hbf | Stundentakt                     |                           | nordbahn          | Flirt Akku                    |
| RB 64 | Husum – Tönning – Bad St Peter-Ording | Stundentakt                     |                           | nordbahn          | Flirt Akku                    |

### Gleise
Im Bahnhof werden vier Bahnsteiggleise benutzt. Die Züge fahren wie folgt:
- Gleis 1: Regionalzüge von und nach Kiel
- Gleis 3: Regionalzüge von und nach Bad St. Peter-Ording
- Gleis 4: Fern- und Regionalzüge nach Westerland (Sylt)
- Gleis 5: Fern- und Regionalzüge Richtung Hamburg, Regionalzüge von und nach Bad St. Peter-Ording

Alle Nahverkehrs-Relationen haben in Husum zur Minute .30 einen Taktknoten.
Die beiden Mittelbahnsteige sind 76 cm hoch. Der Bahnsteig an den Gleisen 4 und 5 ist 430 Meter lang, der Bahnsteig an den Gleisen 1 und 3 ist 360 Meter lang. Die Gleise 1, 3 und 5 sind als Bestandteil einer Oberleitungsinselanlage elektrifiziert und werden aus einem 5MVA-Ladeunterwerk versorgt.